# 300

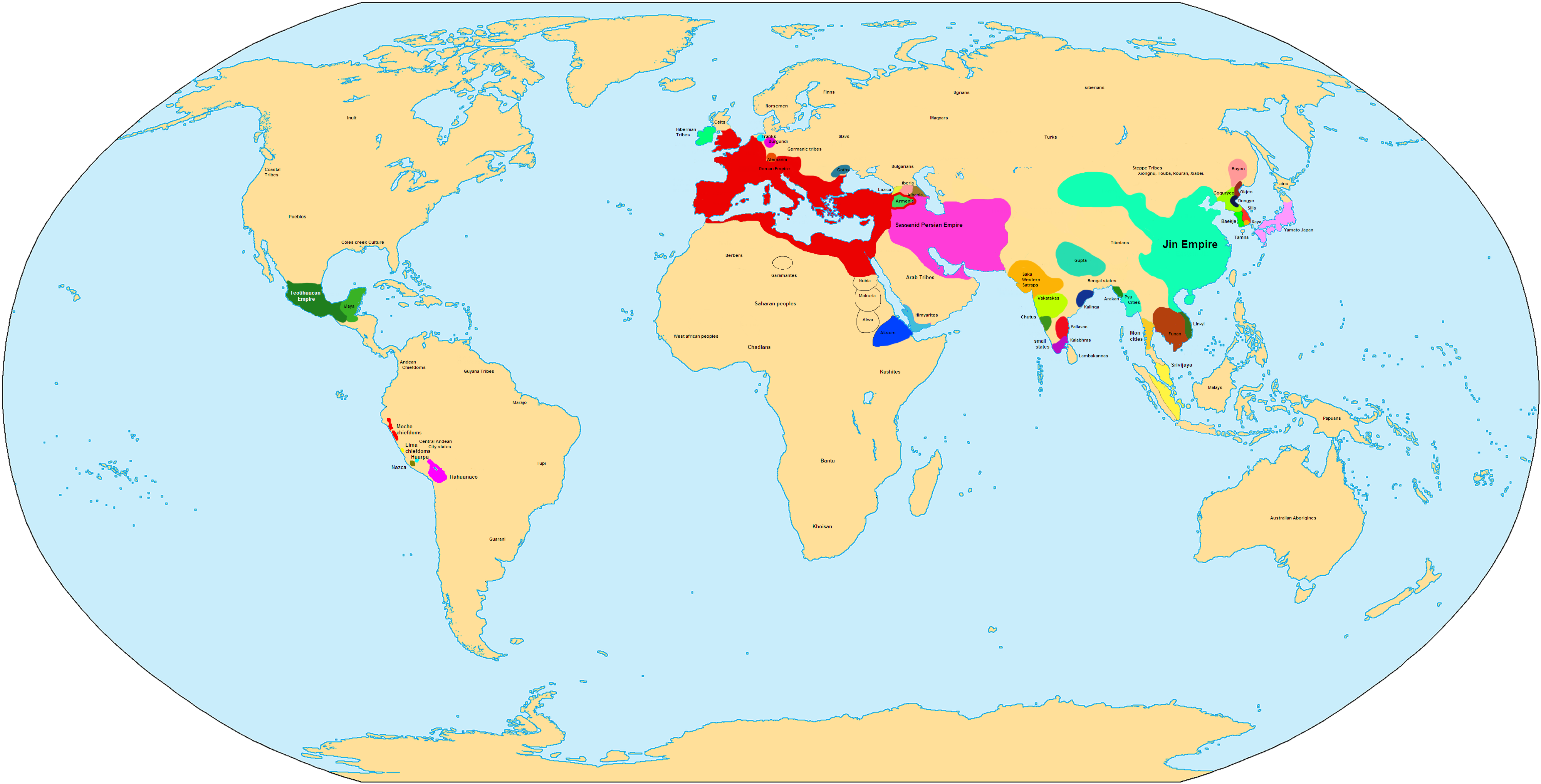
Світ у 300 році.

Період тетрархії у Римській імперії. У Китаї править династія Західна Цзінь, в Японії триває період Ямато. У Персії править династія Сассанідів.
На території лісостепової України Черняхівська культура. У Північному Причорномор'ї готи й сармати.

## Події
- Місто Лютеція починає називатися Парижем.